# Дорин, Виктор
Виктор Дорин (наст. имя Виктор Владимирович Петлюра, род. 30 октября 1975; Симферополь, Крымская область, СССР) — российский певец, поэт-песенник, композитор, автор песен и их исполнитель в жанрах русский шансон и блатная песня. Многократный лауреат премий «Шансон года».

## Биография
Родился 30 октября 1975 года в Симферополе Крымской области в семье матери и отца. Отец являлся инженером-гидроэлектростанции, мать работала воспитателем детского сада.
Родители не проявляли интерес к музыкальной деятельности, были далеки от творчества, но мальчик с детства был увлечён музыкой. В возрасте 11 лет Виктор смог познакомиться с гитарой и даже смог на ней играть, любительски научившись. Сочинял песенные текста и стихи. В возрасте 13-ти лет Виктор с друзьями создал музыкальный коллектив (ансамбль), после которого их впервые заметили и начали приглашать в различные заведения. К примеру выступали в заводском клубе Симферополя, были выступления и на сценах вечерних ресторанов. Это дало им хороший опыт в будущих выступлениях. Также Виктор окончил две школы, обычную школу и музыкальную школу. Учёбу в последней окончил в 1990 году.
В 1991 году мужчина поступил в Симферопольское музыкальное училище. Год его окончания неизвестен. В училище создал новый коллектив, в который вошли как часть старых, так и часть новых участников.
В 1999 году Виктор записал в компании «Зодиак Рекордс» дебютный диск под названием «Голубоглазая». Из-за того, что записывать русский шансон в студии где преимущественно работают рок- и поп-исполнители, было довольно сложно, Виктор решил создать собственную звукозаписывающую студию.
В 2015 году Виктор взял сценический псевдоним Дорин, заявляя, что решил сменить направление в творчестве, и то, что выпускать новые песни под прежним именем не хотел. Также вероятно, что на смену сценической фамилии повлияло то, что Виктора очень часто путали и продолжают путать с Юрием Владиславовичем Барабашем, носившим псевдоним «Петлюра».
В настоящее время певец активно гастролирует, выпускает новые материалы, от песен, до клипов. Посещает различные фестивали, премии и радиостанции, на которых также звучат его песни.

### Личная жизнь
Сайт журнала «Телепрограмма» сообщил, что есть версия про то, что Дорин познакомился в своё время с девушкой, собирался жениться, однако перед свадьбой она погибла. Инцидент так и не был ни чем подтверждён. На 2024 год — женат, супругу зовут Наталья. От первого брака у Дорина есть сын Евгений. У Натальи от прежних отношений остался сын Никита. Общих детей нет. Также супруга является концертным директором Дорина.

## Дискография

### Студийные альбомы
1. 1999 — «Голубоглазая»
2. 2000 — «Тебя не вернуть»
3. 2001 — «Север»
4. 2001 — «Брат»
5. 2002 — «Судьба»
6. 2004 — «Седой»
7. 2004 — «Свиданка»
8. 2005 — «Чёрный ворон»
9. 2008 — «Берег»
10. 2011 — «Ключи от рая»
11. 2013 — «Два полюса»
12. 2014 — «Самая любимая в мире женщина»
13. 2017 — «Сладкая»

### Сборники
1. 2002 — «Сын прокурора»
2. 2004 — «Парень в кепке»
3. 2004 — «Легенды жанра - В городском саду»
4. 2007 — «Приговор»
5. 2008 — «Лучшее (Золотая коллекция) (2CD)»
6. 2011 — «Дембельский аккорд»
7. 2011 — «Ключи от рая»

### Single & EP
1. 2015 — «Самое красивое имя»
2. 2016 — «Дай вам Бог  (Maxi-Single)»
3. 2018 — «Я выберу тебя»
4. 2018 — «#залЕтится»
5. 2018 — «#ВсеДевушкиХотят...»
6. 2019 — «#ЯвижуСердцем»
7. 2019 — «#перезимуем»
8. 2020 — «Твоя улыбка»
9. 2021 — «Двадцать пять процентов» (ft. Марина Девятова, Ярослав Сумишевский, Дмитрий Прянов, Афина, Сергей Войтенко)
10. 2021 — «По следам твоим»
11. 2021 — «Танцуй!»
12. 2021 — «Поклон»
13. 2022 — «Мы встанем из пепла» (ft. Александр Маршал)
14. 2023 — «Лучшие песни для любимых женщин (EP)»
15. 2023 — «Я променял гитару на любовь»
16. 2023 — «Пьяная Наташа»
17. 2024 — «Это Лена»
18. 2024 — «Корпоратив»
19. 2025 — «Ямочки на щечках (Remix)»
20. 2025 — «Бармен Армен»
21. 2025 — «На юга»

## Звания и награды
- 2021 — награждён на премии «Шансон года»[2].
- 2023 — награждён премией за летний и солнечный хит «Сладкая» на премии «Шансон года»[3].
- 2024 — Присвоено звание лауреата премии «Шансон года»[4].